# جيريتشو (فيرمونت)
جيريتشو (بالإنجليزية: Jericho (town), Vermont)‏ هي بلدة تقع بولاية فيرمونت في الولايات المتحدة. تبلغ مساحتها 91.8 (كم²)، وترتفع عن سطح البحر 37 م، بلغ عدد سكانها 5015 نسمة في عام 2000 حسب إحصاء مكتب تعداد الولايات المتحدة وتصل الكثافة السكانية فيها 54.7 نسمة/كم2.

## أعلام
- ويلسون بنتلي
- أساهل بيك
- إيرل مورس ويلبر

## وصلات خارجية
- www.jerichovt.gov
- The US50 - Cities and Towns in Vermont State
- Vermont Cities and Towns, Facts, Map, Flag, Colleges, Government, and More